# 손괴죄
재물·문서손괴죄(財物·文書損壞罪) 타인의 재물 또는 문서를 손괴 또는 은닉 기타의 방법으로 그 효용(效用)을 해하는 죄. 3년 이하의 징역 또는 700만원 이하의 벌금에 처한다(366조).

## 내용
손괴죄의 본질은 타인의 재물에 대하여 그 효용의 전부 또는 일부를 해하는 데에 있다. 재산죄의 하나이지만 다른 재산죄와 구별되는 것은 영득의 의사가 없는 데에 있다. 친족상도례의 적용은 없으나, 동력에 관한 규정의 준용은 있다(372조).
다만, 여기서 '타인의 재물'이 소유자의 점유 상태에 있어야 하는 것인지 여부는 논란이 있을 수 있다.
법원이 공유지에 방치된 물건을 부순 것에 대해 재물손괴로 인정하는 판결을 했는데 이는 '타인의 점유 상태에 있지 않은' 재물에 대하여도 손괴죄를 인정하는 것으로서 점유 상태에 있지 않은 물건의 절도에 대해서는 점유 이탈물 횡령죄가 있는 것과 달리 "손괴는 횡령죄가 없어 문제가 없을 만한 불법 광고물이나 방치된 물건을 파손해도 손괴죄가 성립될 수 있다"는 취지이다.

### 보호법익
본죄의 보호법익은 재물 또는 문서의 이용가치이다.

### 타인의 의미
'타인'은 국가·법인·법인격 없는 단체 또는 개인을 가리지 않는다. 타인이 소지함을 요하지 않으므로 자기가 소지하는 타인의 재물·문서도 객체가 된다.

### 재물의 의미
'재물'은 동산과 부동산을 불문한다.

### 문서의 의미
'문서'는 공·사문서를 모두 포함하고 거기에 표시된 내용이 적어도 법률상 또는 사회생활상 중요한 사항에 관한 것이어야 한다. 자기 명의의 문서일지라도 타인의 소유인 경우에는 본죄의 객체가 된다. 신서(信書)도 본죄의 문서가 된다. 다만 공무소에서 사용하는 서류 기타 물건은 본죄의 객체에서 제외되며 별죄를 구성한다. 판례에 따르면 이건 계산서에 작성명의인의 표시가 없고 그 내용에 있어 표시가 부분적으로 생략되어 몇 개의 계산수식만 기재되어 있기는 하나 계산서의 내용, 형식, 필적등을 종합하면 그 작성명의인을 쉽게 알 수 있을 뿐 아니라 동 계산서에 기재되어 있는 계산수식만으로서도 그 내용을 객관적으로 이해하기 충분하다면, 위 계산서는 그 작성명의인의 확정적인 의사가 표시된 것이 분명하여 문서에 해당된다..

### 손괴의 의미
'손괴'란 물질적인 훼손을 말하는 것으로서 경미한 것이라도 상관 없으며(예；문서의 내용 일부 또는 그 서명을 말소하는 것,문서에 첨부된 인지를 떼는 것 등), '은닉'은 물건의 소재를 불명하게 하여 그 발견을 곤란 또는 불능하게 만드는 것이며(만일 은닉에 있어서 영득의 의사가 있으면 횡령죄 또는 절도죄가 성립한다),

### 기타 방법으로의 의미
'기타 방법으로 그 효용을 해한다' 함은 손괴·은닉 이외의 방법으로써 물리적 형태의 완전성을 해하는 것과 그 효용가치를 해하는 것을 모두 포함한다. 예컨대 타인의 음식기에 오줌을 누거나 타인이 기르고 있는 새를 새장 밖으로 날려보내는 것 등이 이에 속한다.

### 효용을 해한다의 의미
재물의 효용을 해한다고 함은 사실상으로나 감정상으로 그 재물을 본래의 사용목적에 제공할 수 없게 하는 상태로 만드는 것을 말하며, 일시적으로 그 재물을 이용할 수 없는 상태로 만드는 것도 여기에 포함된다. 특히, 건조물의 벽면에 낙서를 하거나 게시물을 부착하는 행위 또는 오물을 투척하는 행위 등이 그 건조물의 효용을 해하는 것에 해당하는지 여부는, 당해 건조물의 용도와 기능, 그 행위가 건조물의 채광·통풍·조망 등에 미치는 영향과 건조물의 미관을 해치는 정도, 건조물 이용자들이 느끼는 불쾌감이나 저항감, 원상회복의 난이도와 거기에 드는 비용, 그 행위의 목적과 시간적 계속성, 행위 당시의 상황 등 제반 사정을 종합하여 사회통념에 따라 판단하여야 한다.
회사의 경리사무 처리상 필요불가결한 매출계산서, 매출명세서등의 반환을 거부함으로써 그 문서들을 일시적으로 그와 같은 용도에 사용할 수 없게 하는 것도 그 문서의 효용을 해한 경우에 해당한다..
또한 홍보를 위해 1층 로비에 설치해 둔 홍보용 배너와 거치대를 훼손 없이 그 장소에서 제거하여 컨테이너로 된 창고로 옮겨 놓아 사용할 수 없게 한 행위는 재물의 효용을 해하는 행위에 해당한다.

## 미수범 처벌규정
미수범도 처벌한다(371조).

## 판례

### 문서손괴죄

#### 긍정 경우
- 자기 명의의 문서라 할지라도 이미 타인에 접수되어 있는 문서에 대하여 함부로 이를 무효화시켜 그 용도에 사용하지 못하게 했다면 문서손괴죄가 성립한다.[9]
- 확인서가 소유자의 의사에 반하여 손괴된 것이라면 그 확인서가 피고인 명의로 작성된 것이고 또 그것이 진실에 반하는 허위내용을 기재한 것이라 하더라도 피고인은 문서손괴의 죄책을 면할 수 없다.[10]
- 회사의 경리사무 처리상 필요불가결한 매출계산서․매출명세서 등의 반환을 거부함으로써 그 문서들을 일시적으로 그와 같은 용도에 사용할 수 없게 하는 것도 그 문서의 효용을 해한 경우에 해당하며 피고인의 위 문서점유의 개시가 침탈이 아니고 그 문서의 소재도 피해자가 잘 알고 있다 운운의 주장만으로서 원판결을 비난하는 논지는 이유 없다[11].

#### 부정 경우
- 이미 타인(타기관)에 접수되어 있는 문서에 대하여 이를 무효화시켜 그 용도에 사용하지 못하게 하였더라도 그 문서가 자기명의의 문서인 경우에는 문서손괴죄가 성립하지 않는다.[12]

#### 문서손괴죄의 객체인 문서
- 문서자체에 작성명의인의 표시가 없고 기재가 부분적으로 생략되어 있다 하더라도 그 문서의 내용, 형식, 필적 등을 종합하여 작성명의인을 알 수 있고 표시된 기재만으로도 그 내용을 객관적으로 이해할 수 있으며 작성명의인의 확정적인 의사가 표시된 것이라면 문서손괴죄의 객체인 문서에 해당한다.[13]
- 손괴죄의 객체인 문서란 거기에 표시된 내용이 적어도 법률상 또는 사회생활상 중요한 사항에 관한 것이어야 하는 바, 이미 작성되어 있던 장부의 기재를 새로운 장부로 이기하는 과정에서 누계 등을 잘못 기재하다가 그 부분을 찢어버리고 계속하여 종전장부의 기재내용을 모두 이기하였다면 그 당시 새로운 경리장부는 아직 작성중에 있어서 손괴죄의 객체가 되는 문서로서의 경리장부가 아니라 할 것이고, 또 그 찢어버린 부분이 진실된 증빙내용을 기재한 것이었다는 등의 특별한 사정이 없는 한 그 이기과정에서 잘못 기재되어 찢어버린 부분 그 자체가 손괴죄의 객체가 되는 재산적 이용가치 내지 효용이 있는 재물이라고도 볼 수 없다[14].

#### 자신 명의의 타인 소유 문서
- 피고인 자신 명의의 문서라 할지라도 타인소유인 이상 이를 손괴하는 행위는 문서손괴죄에 해당한다.[15]

### 재물손괴죄
- 재건축사업으로 철거예정이고 그 입주자들이 모두 이사하여 아무도 거주하지 않은 채 비어 있는 아파트라도 재산적 이용가치 내지 효용이 있는 경우에는 재물손괴죄의 재물에 포함된다.[16]

#### 손괴의 의미
- 재물손괴죄에 있어서 손괴라 함은 물질적인 파괴행위로 인하여 물건의 본래의 목적에 공할 수 없는 상태로 만드는 경우뿐만 아니라 일시 그 물건의 구체적 역할을 할 수 없는 상태로 하는 경우에도 효용을 해하는 경우에 해당한다 할 것인 바, 판결에 의하여 명도받은 토지의 경계에 설치해 놓은 철조망 경고판을 치워버린 경우에는 울타리로서의 역할을 해한 것이라고 볼 수 있으므로 재물손괴죄가 성립한다[17].

#### 긍정 경우
- 자동문을 자동으로 작동하지 않고 수동으로만 개폐가 가능하게 하여 자동잠금장치로서 역할을 할 수 없도록 한 경우, 재물손괴죄가 성립한다.[18]
- 재건축사업으로 철거예정이고 그 입주자들이 모두 이사하여 아무도 거주하지 않은 채 비어 있는 아파트라 하더라도, 그 객관적 성상이 본래 사용목적인 주거용으로 쓰일 수 없는 상태라거나 재물로서의 이용가치나 효용이 없는 물건이라고도 할 수 없어 재물손괴죄의 객체가 된다고 한 사례[19]
- 밭에서 재배되었으나 미처 수확되지 않은 농작물의 소유권을 이전받기 위해서는 명인방법을 실시하여야 하므로, 그러한 농작물을 매도한 사람이 매수인의 명인방법이 실시되기 전에 농작물을 파헤쳐 훼손하였다고 하더라도 재물손괴죄가 성립되지 않는다.[20]
- 구 도시재개발법[21]에 의한 재개발구역 안의 무허가 건물에 대한 사실상 소유권은 관리처분계획의 인가·고시에 의하여 이에 해당하는 아파트 등을 분양받을 조합원의 지위로 잠정적으로 바뀌고, 분양처분의 고시가 있는 경우에는 같은 법 제39조 제1항 전문의 규정에 의하여 그에 대한 사실상 소유권이 소멸하고 분양받은 아파트에 대한 소유권만이 남게 되는 것이므로, 관리처분계획의 인가·고시 이후 분양처분의 고시 이전에 재개발구역 안의 무허가 건물을 제3자가 임의로 손괴할 경우 특별한 사정이 없는 한 재물손괴죄가 성립한다[22].
- 타인 소유의 광고용 간판을 백색페인트로 도색하여 광고문안을 지워 버린 행위는 재물손괴죄를 구성한다[23].
- 약속어음의 수취인이 차용금의 지급담보를 위하여 은행에 보관시킨 약속어음을 은행지점장이 발행인의 부탁을 받고 그 지급기일란의 일자를 지움으로써 그 효용을 해한 경우에는 문서손괴죄가 성립한다[24].
- 약속어음의 발행인이 소지인에게 어음의 액면과 지급기일을 개서하여 주겠다고 하여 위 어음을 교부받은 후 위 어음의 수취인란에 타인의 이름을 추가로 기입하여 위 어음배서의 연속성을 상실하게 함으로써 그 효용을 해한 경우에는 문서손괴죄에 해당한다[25].

#### 부정 경우
- 포도주 원액이 부패하여 포도주 원료로서의 효용가치는 상실되었으나, 그 산도가 1.8도 내지 6.2도에 이르고 있어 식초의 제조 등 다른 용도에 사용할 수 있는 경우에는 재물손괴죄의 객체가 될 수 있다[26].
- 피고인이 위 대지를 임차하여 사용하게 된 경위와 구덩이의 위치, 규모, 대지의 이용상태 등에 비추어 피고인이 위와 같이 구덩이를 판 것만을 들어 위 대지가 갖는 본래의 효용을 해한 것이라고 할 수 없을 뿐만 아니라 그 효용을 해한다는 인식이 있었다고도 볼 수 없다 할 것이다[27].